# Jacksonville

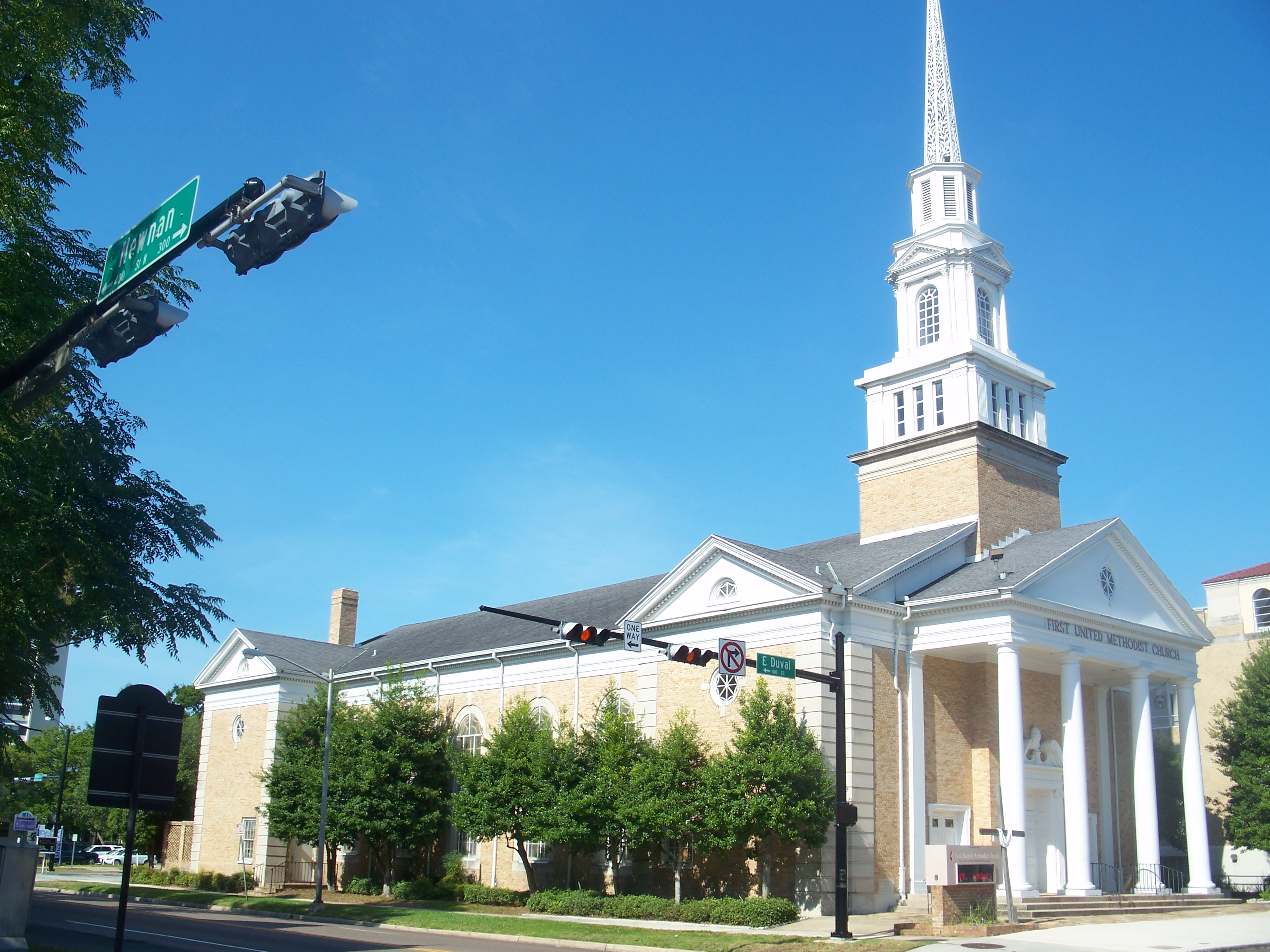
Pierwszy Zjednoczony Kościół Metodystyczny

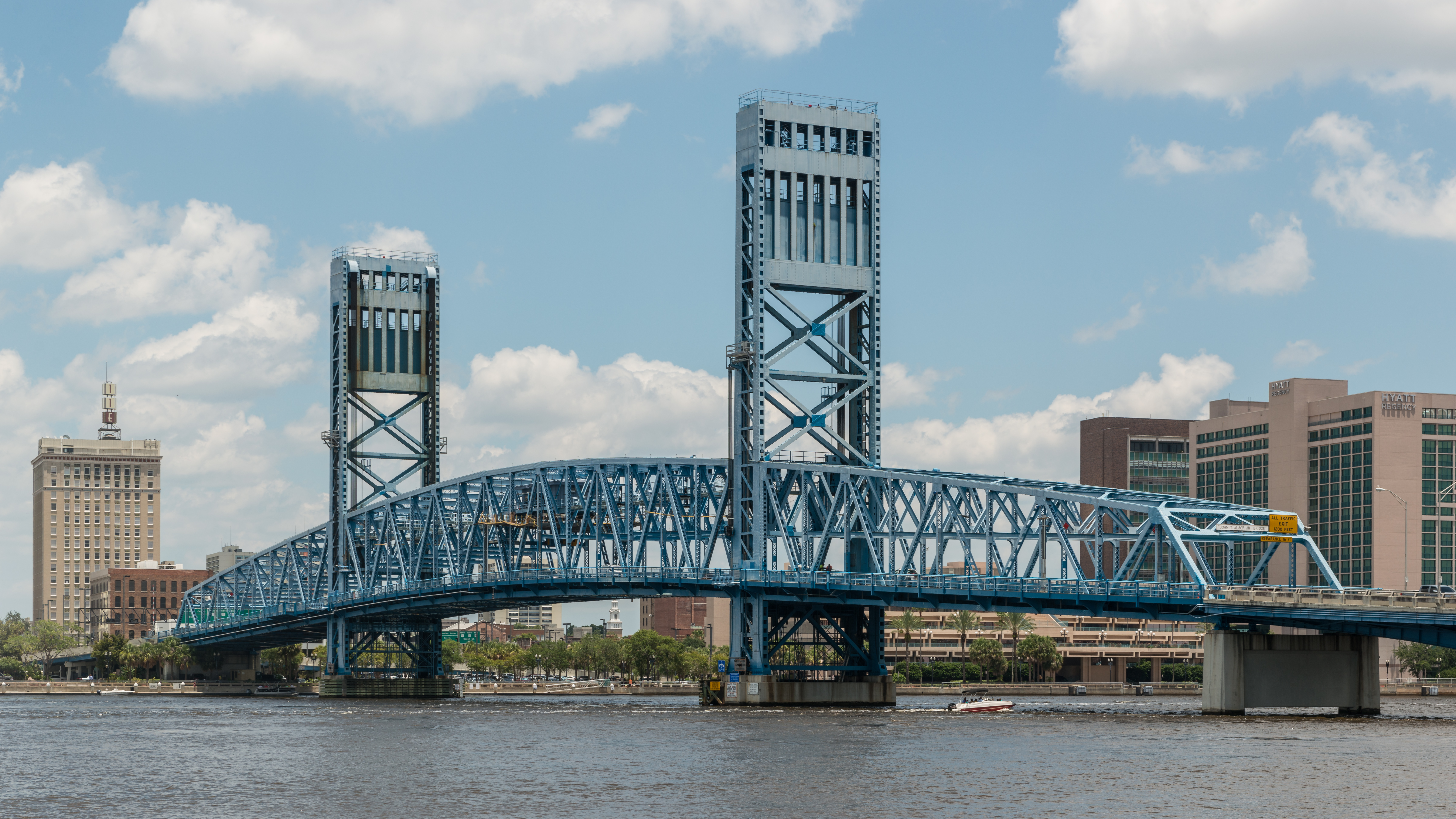
Main Street Bridge w Jacksonville

Jacksonville – miasto portowe w amerykańskim stanie Floryda, siedziba hrabstwa Duval, nad Oceanem Atlantyckim. Według spisu w 2020 roku liczyło 950 tys. mieszkańców, co czyniło je 12. co do wielkości miastem USA. Obszar metropolitalny Jacksonville z ponad 1,7 mln mieszkańców jest 4. co do wielkości obszarem metropolitalnym Florydy.
Jacksonville jest ważnym portem głębokowodnym i funkcjonuje jako główne centrum transportowe i handlowe stanu. Jest to główny punkt dystrybucji hurtowej w południowo-wschodnich Stanach Zjednoczonych. Miasto jest węzłem regionalnej sieci drogowej i kolejowej, a międzynarodowe lotnisko (ukończone w 1968 r.) jest jednym z najbardziej ruchliwych w kraju.
Zostało uznane przez U.S. News & World Report za 24. najlepsze miejsce do życia w Stanach Zjednoczonych, w latach 2022–2023. W 2020 roku magazyn Yahoo umieścił Jacksonville na swojej liście 30. najbardziej religijnych aglomeracji w USA.

## Historia
Region był pierwotnie zamieszkany przez ludy Timucua. Miasteczko zostało założone w 1822 roku, rok po przejęciu Florydy przez Stany Zjednoczone od Hiszpanii i otrzymało nazwę od Andrew Jacksona, który przez krótki czas pełnił stanowisko gubernatora nowego terytorium.
Jacksonville było czterokrotnie okupowane przez wojska Unii podczas wojny secesyjnej. Rozwinęło się jako ośrodek zimowy i rozszerzyło swoją działalność po ulepszeniu portu, pomimo epidemii żółtej febry (1888) i rozległych zniszczeń w wyniku pożaru (1901).

## Geografia
Jacksonville położone jest w północno-wschodniej części Florydy, nad Oceanem Atlantyckim. Przez miasto przepływa rzeka St. John’s, najdłuższa rzeka w stanie o długości 499 km.

## Demografia
Według danych pięcioletnich z 2023 roku, 51,2% mieszkańców stanowili biali (47,7% nie licząc Latynosów), 30,1% to Czarni lub Afroamerykanie, 4,9% Azjaci, 9,6% deklarowało przynależność do dwóch lub więcej ras, 0,2% to rdzenna ludność Ameryki i 0,07% Hawajczycy i osoby pochodzące z innych wysp Pacyfiku. Latynosi stanowili 12% ludności miasta.
Poza osobami pochodzenia afroamerykańskiego do największych grup należą osoby pochodzenia niemieckiego (7,8%), irlandzkiego (7,7%), angielskiego (7,6%), „amerykańskiego” (6,3%), portorykańskiego (3,9%) i włoskiego (3,6%). Osoby pochodzenia polskiego stanowiły 1,4% populacji miasta.
Ponad jedna dziesiąta mieszkańców (12,2%) urodziła się poza granicami USA (w obszarze metropolitalnym – 10,0%). 

## Religia
W 2020 roku największymi grupami religijnymi w aglomeracji były:
- lokalne bezdenominacyjne zbory ewangelikalne – 257,2 tys. członków w 344 zborach,
- Kościół katolicki – 208,2 tys. członków w 50 parafiach,
- Południowa Konwencja Baptystów – 172,9 tys. członków w 288 zborach
- Kościoły metodystyczne – ok. 50 tys. członków w 88 kościołach,
- Narodowa Misyjna Konwencja Baptystyczna Ameryki – 31,1 tys. członków w 59 zborach,
- Kościoły zielonoświątkowe – ponad 30 tys. członków w 169 zborach.

## Gospodarka
W mieście rozwinął się przemysł spożywczy, papierniczy, drzewny, stoczniowy oraz chemiczny.

## Turystyka
Atrakcjami turystycznymi są pobliskie plaże (Mayport, Atlantic Beach, Neptune Beach, Jacksonville Beach i Ponte Vedra Beach); popularne jest wędkarstwo sportowe.

## Uczelnie
- Edward Waters College (1866)
- Jacksonville University(inne języki) (1934)
- Florida State College at Jacksonville (1966)
- University of North Florida(inne języki) (1965)
- Jones College (1918)
- Centrum Nauk o Zdrowiu Uniwersytetu Florydy

## Miasta partnerskie
- Bahía Blanca, Argentyna
- Murmańsk, Rosja
- Masan, Korea Południowa
- Nantes, Francja
- Yingkou, Chińska Republika Ludowa
- Port Elizabeth, Południowa Afryka
- Santo Domingo, Dominikana
- San Juan, Portoryko